# Arthur Sérès
Arthur Sérès   (Levallois-Perret, 28 de desembre de 1913 - Le Creusot, 25 de desembre de 1998) va ser un ciclista francès, professional del 1937 al 1952. Es va especialitzar en el ciclisme en pista. El seu pare Georges i el seu germà Georges també van ser ciclistes professionals.

## Palmarès
- 1948: 1r als Sis dies de París (amb Guy Lapébie)[1]